# Alexander Hore-Ruthven, Bá tước thứ 1 xứ Gowrie
Alexander Hore-Ruthven là một chính khách Úc. Ông là Toàn quyền Úc thứ 10. Ông đảm nhận chức vụ này từ ngày 23 tháng 1 năm 1936 đến ngày 30 tháng 1 năm 1945. Ông sinh tại Windsor, Berkshire, Anh.